# Rossana de los Ríos
Rossana de los Ríos, od 1994 do 2004 roku występowała pod nazwiskiem Rossana Neffa de los Ríos (ur. 16 września 1975 w Asunción) – paragwajska tenisistka.

## Kariera tenisowa
W karierze zawodowej nie wygrała żadnego turnieju WTA Tour, natomiast jedenastokrotnie triumfowała w rozgrywkach ITF. Osiągnęła czwartą rundę French Open 2000 (eliminując m.in. rozstawioną Amandę Coetzer). Sklasyfikowana najwyżej na 51. miejscu w grze pojedynczej i 52. pozycji w grze podwójnej. W 1992 wygrała French Open juniorek, była liderką juniorskiego rankingu.
Osiągała półfinały i ćwierćfinały imprez zawodowych. W parze z Maríą Sánchez Lorenzo osiągnęła finał w Madrycie, a z Émilie Loit w Bahii. Reprezentantka kraju w Pucharze Federacji oraz na letnich igrzyskach olimpijskich. W 2006 roku brała udział w zawodach z cyklu ITF w Indian Harbour Beach i Palm Beach Granadas, gdzie docierała do finałów.
W 2006 roku tylko raz wystąpiła w turnieju zawodowym, odpadając już w pierwszej rundzie. Było to w Cincinnati. Rossana de los Ríos uległa Katarinie Srebotnik, mimo prowadzenia 5:3 w drugim secie. W lutym 2007 doszła do ćwierćfinału w Palm Desert, pokonana została przez Julie Ditty. Odpadła w pierwszej rundzie turnieju w Acapulco w 2007 roku, przegrywając z Tathianą Garbin. W maju zwyciężyła w zawodach ITF w Palm Beach Gardens, ogrywając Brendę Schultz. Triumfowała także w Mestre, eliminując po drodze Annę Korzeniak. Pod koniec roku wystąpiła w głównej drabince w Québecu, ale została pokonana już w pierwszej rundzie.

## Życie prywatne
Rossana de los Rios poznała paragwajskiego piłkarza Gustavo Alfredo Neffę podczas letnich igrzysk olimpijskich w Barcelonie w 1992 roku. Para wzięła ślub 26 grudnia 1994. Do grudnia 2004 roku tenisistka występowała w turniejach pod nazwiskiem Neffa-de los Rios.
17 stycznia 1997 urodziła się córka pary, Ana Paula Neffa de los Rios. Dziewczyna startuje w turniejach tenisowych Międzynarodowej Federacji Tenisowej i WTA, a funkcję trenera pełni jej matka.

## Finały juniorskich turniejów wielkoszlemowych

### Gra pojedyncza (1)
| Końcowy wynik | Rok  | Turniej     | Nawierzchnia | Przeciwniczka | Wynik finału |
| Zwyciężczyni  | 1992 | French Open | Ceglana      | Paola Suárez  | 6:4, 6:0     |